# 拉-和平星
拉-和平星（2100 Ra-Shalom）是位於內太陽系的一顆有著橢圓軌道的阿登型近地天體。它於1978年9月10日被美國天文學家埃莉諾·赫琳在加州帕洛馬山天文台發現，她以埃及神祉拉和希伯來語Shalom（和平、平安）命名這顆小行星，以紀念1978年簽訂的大衛營和平協議。這顆C-型小行星（Xc，K）的自轉週期為19.8小時，測得的直徑約為2.3（1.4英里）。

## 軌道和類型
拉-和平以9個月（277天）的週期， 在0.5〜1.2AU的距離繞著太陽公轉。軌道為離心率0.44，傾角16°的橢圓。
這是繼1976年與家族同名的2062 阿登小行星之後，被發現屬於阿登型的第二顆小行星。阿登型小行星具有小於1天文單位半長軸，而拉-和平的半長軸是這個家族中最短的，只有0.832天文單位。
這顆小行星的地球最小軌道相交距離是0.1496 AU（22,400,000 km），相當於58.3月球距離，大於0.05AU，因此它不是潛在威脅天體 。它也位於火星、金星和水星的30兆米範圍內。最接近的是水星的0.078AU（11.7兆米）。

## 命名
這顆小行星的名字是由發現者選擇的，以紀念1978年9月達成以色列和埃及之間達成和平的大衛營協議，作為普遍和平希望的象徵。Ra （拉）是埃及的太陽神，Shalom（和平）是希伯來傳統的問候語，意思是和平 小行星中心在1978年11月1日的小行星通報發表了官方的命名公告（M.P.C. 4548）。

## 物理性質
拉-和平在分類學的系統上分別有C-型與托連和SMASS的X-型特徵。它也曾經被描述為K-型小行星。在1981年，雷達觀測顯示在10公分尺度下的表面是相對光滑的。

### 自轉週期

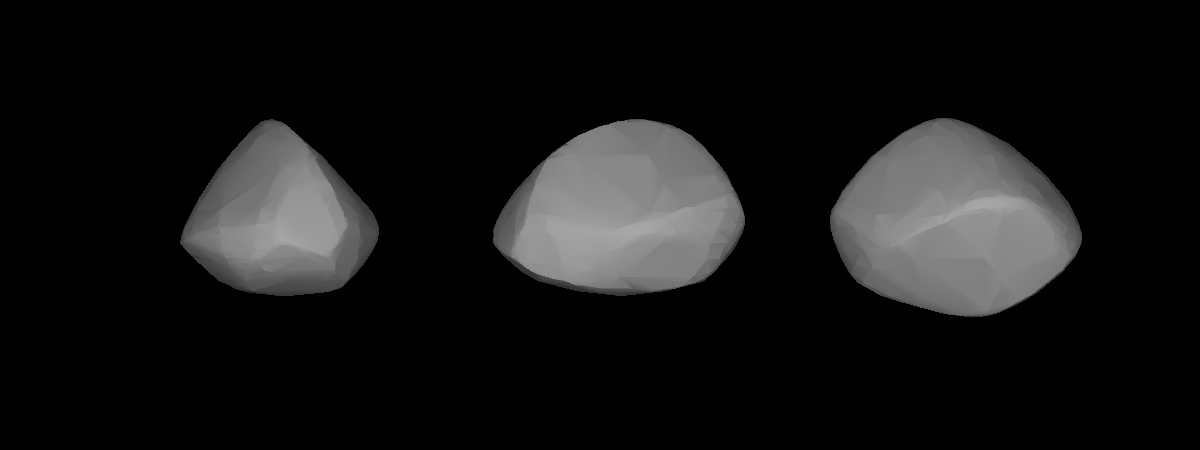
拉-和平光變曲線的3D模型。

在2016年8月，美國天文學家布賴恩·華納 的光度學觀測獲得"拉-和平"的自轉光變曲線。光曲線的分析得出它的自轉週期是19.89小時，有著0.55星等的振幅（U=3）。
大量在這之前的光度學觀測結果給出的週期在19.79至19.8201小時之間，亮度振幅在0.3和0.41星等之間。

### 直徑和反照率
依據史匹哲的近地天體調查、日本的AKARI衛星、和NASA的凱克望遠鏡等的觀測，測量得到"拉-和平"的直徑在1.98至2.79公里之間，反照率介於0.080至0.177之間。協同小行星光曲線連結採用0.082的反照率，直徑為2.78公里，絕對星等16.054。

## 註解
1. 1 2 3  Pravec (2003) web: rotation period 19.797 hours with a brightness amplitude of 0.34 in magnitude. Period Identical with Pravec's observation in 1998. Summary figures at Collaborative Asteroid Lightcurve Link (CALL) for (2100) Ra-Shalom

## 外部連結
- Lightcurve Database Query （页面存档备份，存于） (LCDB), at www.minorplanet.info
- Dictionary of Minor Planet Names, Google books
- Asteroids and comets rotation curves, CdR （页面存档备份，存于） – Geneva Observatory, Raoul Behrend
- 拉-和平星 at NeoDyS-2, Near Earth Objects—Dynamic Site
  - Ephemeris · Obs prediction · Orbital info · MOID · Proper elements · Obs info · Physical info · NEOCC
- 拉-和平星 at ESA–空間情景意識方案
  - Ephemerides · Observations · Orbit · Physical Properties · Summary
- NASA JPL小天體瀏覽器上的拉-和平星